# Comuna Velîkîi Joludsk, Volodîmîreț
Velîkîi Joludsk (în ucraineană Великий Жолудськ) este o comună în raionul Volodîmîreț, regiunea Rivne, Ucraina, formată din satele Ciuceve, Malîi Joludsk, Mostîșce și Velîkîi Joludsk (reședința).

## Demografie
Componența lingvistică a comunei Velîkîi Joludsk
     Ucraineană (99,35%)
     Alte limbi (0,51%)
Conform recensământului din 2001, majoritatea populației comunei Velîkîi Joludsk era vorbitoare de ucraineană (99,35%), existând în minoritate și vorbitori de alte limbi.